# 本多會
本多會總部設在神戶市兵庫區的廣域暴力團；活動範圍在日本近畿、四國、中国、中部等地方，構成員超過4000人以上的規模。1950年創設－1965年解散。
由原屬大嶋組（組長・大島秀吉）組員的本多仁介，在1938年一次參與神戶市河岸維護工程的契機，糾合其他組員創設「本多組」，在1950年正式將組織命名「本多會」。
本多會興起之後，與同樣在日本關西擴張勢力的三代目山口組競爭地盤。這段歷史，日後，被日本東映電影翻拍成「仁義なき戦い」（「無仁義之戰」）。
1965年4月、本多會在日本警方與地方政府的聯合取締行動的「第一次頂上作戰」取締行動中宣告解散。解散後，主要勢力另組「大日本平和會」，其他大部分底下組織被山口組所吸收。

## 歴代會長
- 初代目：本多仁介
- 二代目：平田勝市

## 大日本平和會
二代目大日本平和會（だいにっぽんへいわかい）總部設在兵庫縣神戶市中央區北長狹通的暴力團、右翼組織，前身為本多會，構成員約330人。1997年解散後，部份殘餘組織山口組吸收。

### 歴代會長
- 初代目：平田勝市
- 二代目：平田勝義

### 最高幹部
（1985年）
- 會長・平田勝義
- 副会長・山中武夫（山中會會長）
- 理事長・竹形剛（至誠會會長）
- 相談役・平田裕
- 特設正義隊隊長・平田勝
- 理事長・森川永一（二代目寺田組組長）
- 本部長・寺田和洋
- 幹事長・相生利男
- 幹事長・藤本登
- 組織委員長・久富幸雄（久富連合會會長）
- 理事長代行・甲田喜代和（甲田會會長）
- 理事長補佐・兵藤　出
- 理事長補佐・富嶋正和
- 理事長補佐・多田　稔（多田組組長）
- 理事長補佐・椎田一義
- 理事長補佐・江口守大（江口組組長）
- 理事長補佐・宮本康乃介（宮本會會長）
- 幹事長補佐・松岡卓也
- 參與（以下16名）・　池上利男、谷口一夫、島田政則、藤本富隆、内田義輝（内田組組長）、前田勇（前田睦會會長）、山田博己、大坪秀樹、津田明、坂口都基緒、前田考昭、河合秀雄、畠田喜代重、石岡仁市、松本繁男、河本勇夫。

### 下部相關組織
寺田組、江口組、宮本會、内田組、山中會、至誠會、甲田會、多田組、久富連合會、池田組、十三平田會、兵頭會、前田睦會、熊代組、長井會、豊下組、谷口組、東井組、相生組、池上組、富嶋會、松岡組、井上連合會、近藤組、大川組、